# Dorotea kommun
Dorotea kommun ligger i Västerbottens län i landskaperne Lappland, Jämtland og Ångermanland. Dorotea kommun har grænser til nabokommunerne Vilhelmina og Åsele i Västerbottens län, Sollefteå i Västernorrlands län og Strömsund i Jämtlands län. Kommunens administrationsby ligger i byen Dorotea, som har fået sit navn efter dronning Frederika Dorothea Wilhelmina, Gustav IV Adolfs gemalinde. Kommunen er Sveriges tredje mindste kommune efter befolkningsantal.
E45 og Inlandsbanan går gennem kommunen.

## Byer
Dorotea kommune havde kun en by i 2005.
| #  | By      | Indbyggere |
| -- | ------- | ---------- |
| 1. | Dorotea | 1 571      |

## Andre mindre bebyggelser i Dorotea kommun
- Avaträsk
- Högland
- Laiksjö
- Lavsjö
- Risbäck
- Svanabyn
- Västra Ormsjö

## Eksterne kilder og henvisninger
1. ↑  Folkmängd i riket, län och kommuner 30 september 2012 och befolkningsförändringar 1 juli - 30 september 2012. Statistiska centralbyrån (30. september 2012).
2. ↑  Befolkningsstatistik kvartal 3 2011 Arkiveret 13. december 2011 hos  Wayback Machine. Statistiska centralbyrån (30. september 2011). Besøgt 7. januar 2012.

- Dorotea kommun – officiel hjemmeside Arkiveret 19. oktober 2020 hos  Wayback Machine

- Wikimedia Commons har flere filer relateret til Dorotea kommun

64°15′N 16°25′Ø / 64.250°N 16.417°Ø